# Helichrysum ferrugineum
Helichrysum ferrugineum là một loài thực vật có hoa trong họ Cúc. Loài này được (Labill.) Less. mô tả khoa học đầu tiên.